# Carlos Prendes
Carlos Prendes is een Spaans sportcoach en voormalig kajakker.

## Levensloop
Prendes werd na zijn sportieve carrière aangesteld als coach van de Spaanse selectie. In 2005 werd hij hierop aansluitend - vanuit Peddelsport Vlaanderen - aangesteld als bondscoach bij de Belgische selectie. In deze hoedanigheid volgde hij Krassimir Ivanov op.
Hij is gehuwd met een Belgische. Het koppel leerde elkaar in 1985 kennen aan het Schulensmeer, alwaar Prendes vertoefde n.a.v. een trainingskamp in aanloop van het WK dat plaatsvond dat jaar te Hazewinkel.